# AJS 7R
La AJS 7R è una motocicletta da competizione realizzata dalla casa motociclistica inglese AJS dal 1948 al 1963.
Nota comunemente come "Boy Racer", ottenne svariate vittorie durante la sua carriera agonistica, sia con la scuderia ufficiale che con piloti privati, vincendo tre edizioni consecutive del Junior TT Isola di Man dal 1961 al 1963.

## AJS 7R

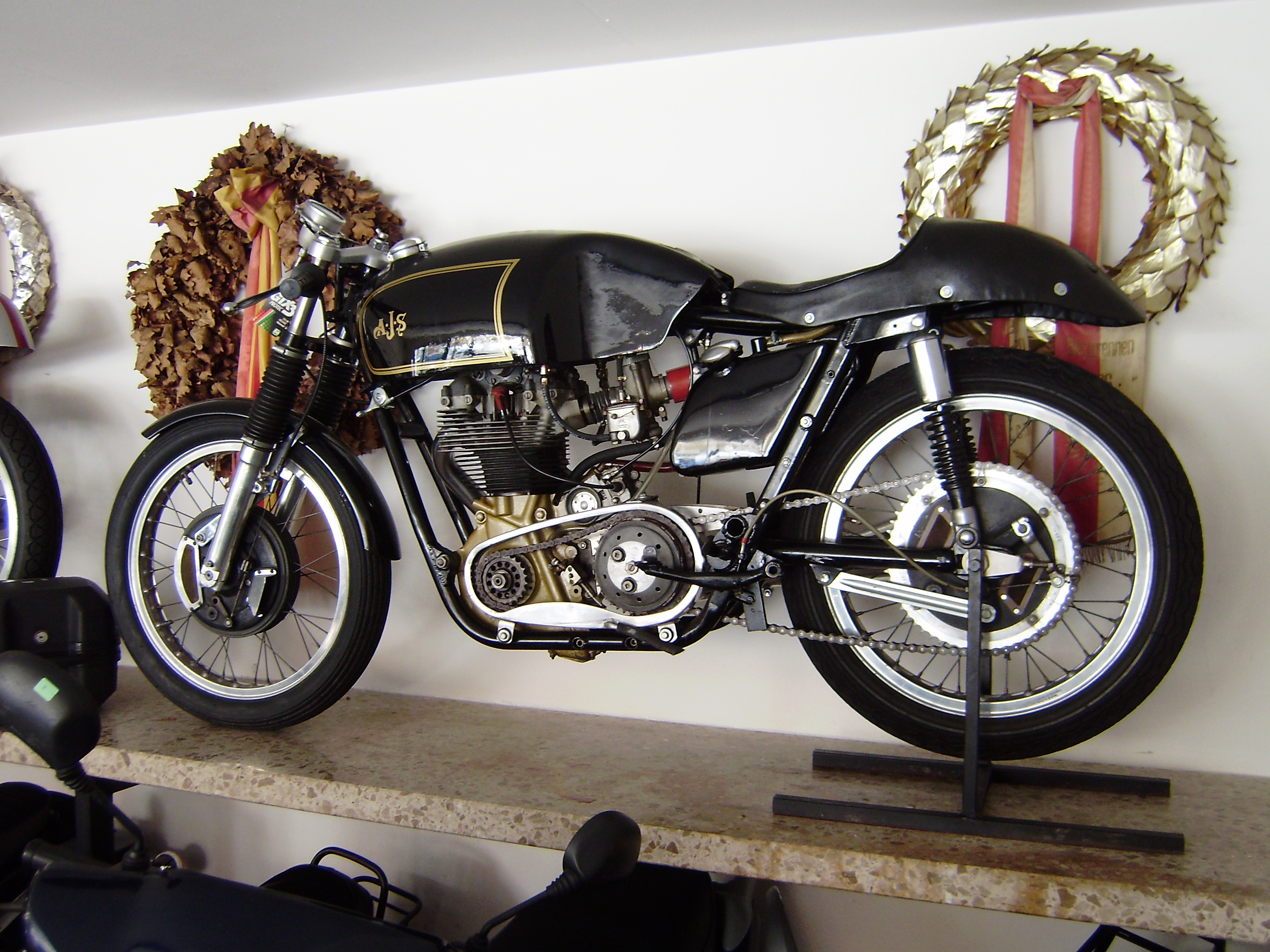
7R del 1962

La moto montava un motore monocilindrico da 348 cm³ a quattro tempi raffreddato ad aria, con un singolo albero a camme in testa azionato da catena a due valvole. Inizialmente, la 7R non era così potente come le sue concorrenti, producendo solo 32 CV (24 kW) a 7500 giri/min. Il telaio duplex e le forcelle anteriori Teledraulic rimasero pressappoco sempre le stesse durante tutta la produzione, mentre il motore subì molteplici modifiche ed evoluzioni. Nel 1956 le misure del motore passarono dall'originale corsa lunga 74 x 81 mm a 75,5 x 78 mm.

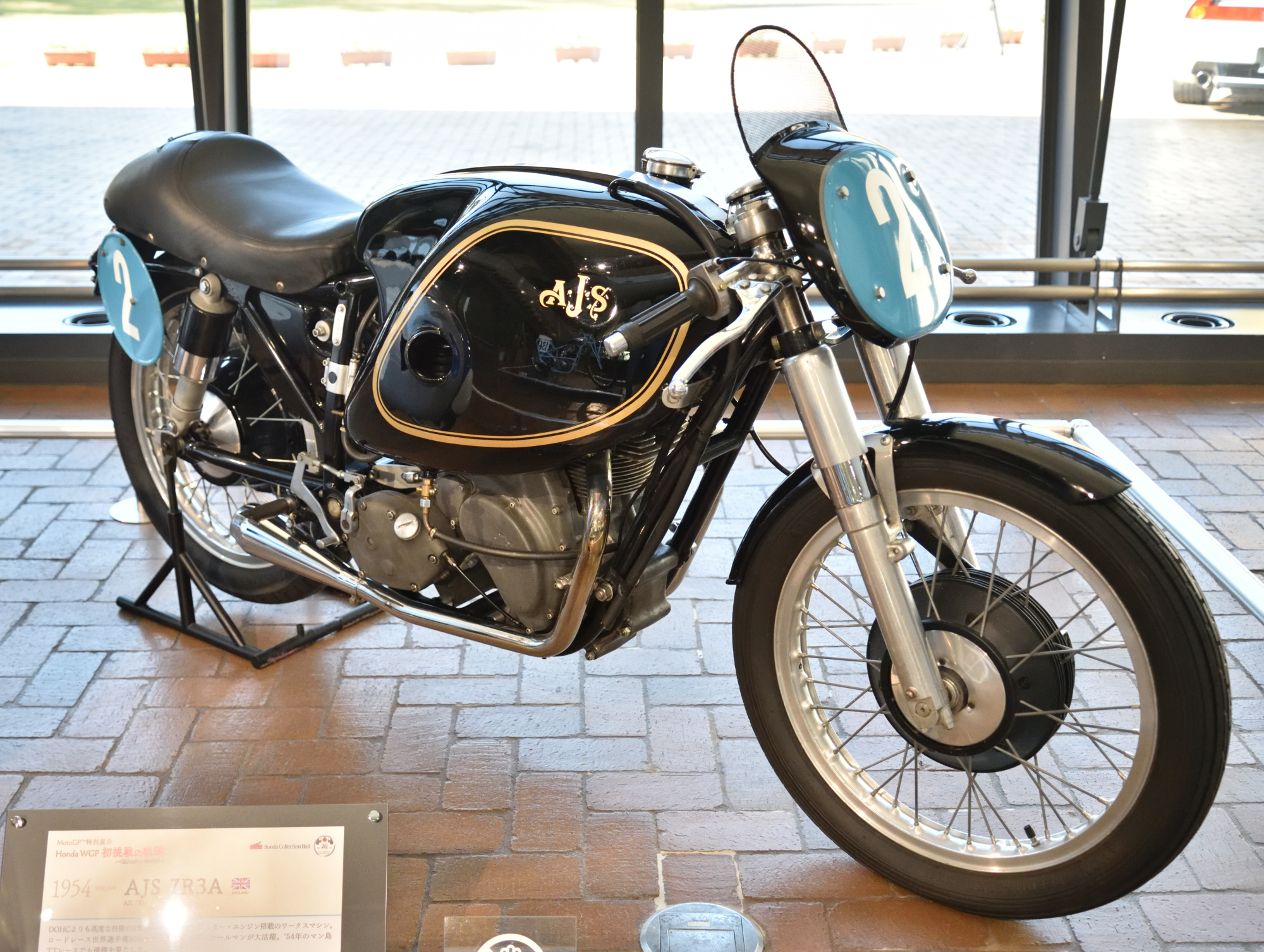
AJS 7R3A del 1954

### AJS 7R3
Nel 1951 l'ingegnere Ike Hatch sviluppò un nuovo motore con alesaggio di 75,5 mm x una corsa di 78 mm, avente un caratteristico sistema di distribuzione a tre valvole, che produceva 36 CV (27 kW). Questa versione si chiamava AJS 7R3' ed andava a fare concorrenza alle moto multicilindriche italiane. 
L'AJS 7R 350 cc del 1957, con alesaggio di 75,5 mm e corsa di 78 mm, erogava 38,5 CV (28,7 kW) a 7600-7800 giri/min e pesava 129 kg. La velocità massima era di 180-190 km/h.
Nel 1954, il manager del team ufficiale Jack Williams sviluppò ulteriormente la moto abbassando il motore nel telaio e apportando alcune modifiche alla messa a punto, che incrementarono la potenza a 40 CV (30 kW) a 7800 giri/min. Questa versione vinse due gare del Campionato del Mondo e si classificò al primo posto al TT dell'Isola di Man.